# 寛城満族自治県
寛城満族自治県（かんじょう-まんぞく-じちけん、満州語:ᡴᡠᠸᠠᠨ
ᠴᡝᠩ
ᠮᠠᠨᠵᡠ
ᡠᡴ᠋ᠰᡠᡵᠠ
ᡯᡳᡷᡳ
ᡥᡳᠶᠠᠨ　転写:kuwan ceng manju uksura dzijy hiyan）は中華人民共和国河北省承徳市に位置する自治県。

## 歴史
1962年、青隆県及び承徳県の一部に設置された寛城県を前身とする。1990年に寛城満族自治県と改編され現在に至る。

## 行政区画
- 鎮:寛城鎮、竜鬚門鎮、峪耳崖鎮、板城鎮、湯道河鎮、桲羅台鎮、碾子峪鎮、亮甲台鎮、化皮溜子鎮、松嶺鎮
- 郷:塌山郷、孟子嶺郷、独石溝郷、鏵尖郷、東黄花川郷、葦子溝郷、大字溝門郷、大石柱子郷